# Marie Suize
Marie Suize, surnommée « Marie Pantalon », née le 14 juillet 1824 à Thônes (royaume de Piémont-Sardaigne, aujourd'hui Haute-Savoie depuis l'annexion de la Savoie par la France en 1860) et morte le 8 janvier 1892 dans la région de Jackson (Californie), est une femme de caractère qui s'installe en 1850 en Californie au temps de la ruée vers l’or.
Elle travaille comme n’importe quel homme, brandit le revolver pour défendre ses concessions et s’habille d’un pantalon, tenue plus commode que la robe pour gratter la terre. Cet accoutrement, impensable à l'époque en Californie, lui vaut de multiples procès. Tenace, elle finit par obtenir l’autorisation officielle de porter la culotte.

## Biographie
Jeanne Marie Suize naît le 14 juillet 1824 à Thônes, dans le duché de Savoie, au pied du plateau des Glières et de la chaîne des Aravis. Septième enfant – et seconde fille – d'une fratrie de douze (7 garçons et 5 filles), elle est la fille de Claude Suize, originaire de La Clusaz, propriétaire de l'auberge L'hôtel de la Russie de Thônes, et de Marie Adélaïde Machet, originaire de ce bourg.

### Premières années en France

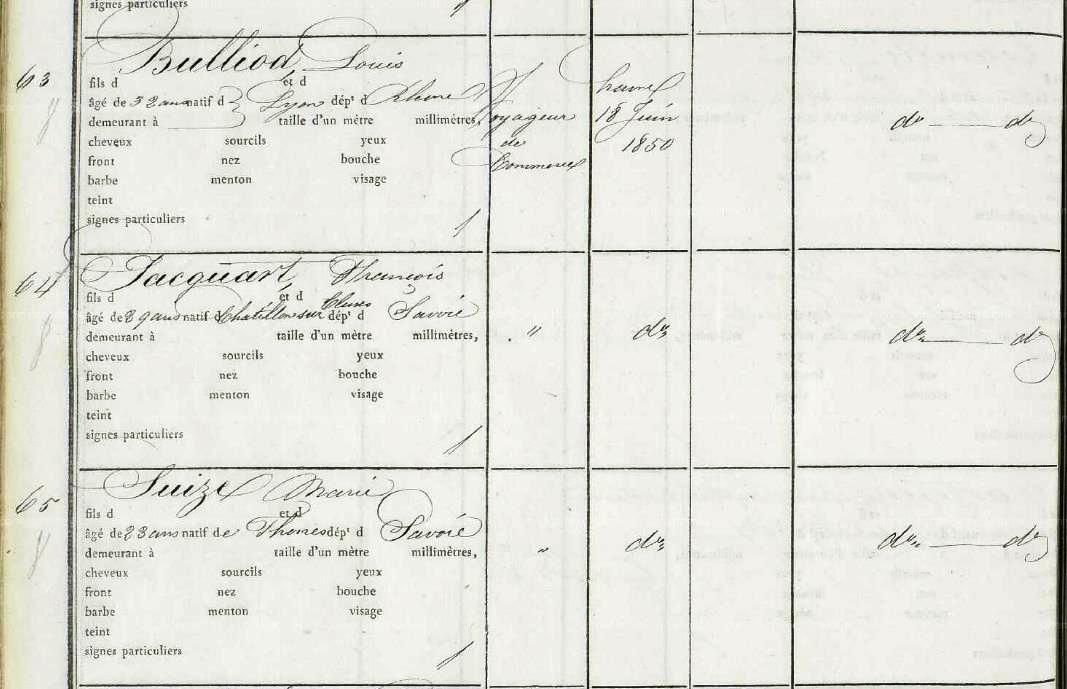
Extrait du rôle de l'équipage du Ferrière (1850)

En 1846, elle quitte sa vallée pour « monter à Paris » où vivent deux de ses frères. Elle s'y emploie comme ménagère mais subit un revers. Une femme la recueille affamée près du Pont Neuf et lui procure un emploi dans un journal. Quand elle apprend la découverte de l'or, elle n'a qu'une hâte, partir pour la Californie.
Le 18 juin 1850, Marie Suize embarque dans le port du Havre sur le Ferrière, un trois-mâts construit en 1847 à Bordeaux qui appartient à Alphonse de Rothschild et transporte plus de cent cinquante passagers. Nul ne sait comment elle s'est acquittée du prix non seulement de son billet, mais également de celui de son compatriote François Jacquart de Châtillon-sur-Cluses. Compte tenu des dates de traversée, Marie Suize n'a pas pu en tout état de cause profiter de la loterie des lingots d'or.
Sur le registre de bord, son nom figure en no 65, après celui de Louis Bulliod de Lyon et de François Jacquart, tous trois déclarés « munis d'un passeport » et « voyageurs de commerces ». Lors des formalités d'embarquement, Marie est enregistrée comme étant de sexe masculin et surtout âgée de 23 ans, ce qui ne manque pas de surprendre lorsque l'on observe que ledit registre mentionne qu'elle a présenté un passeport, lequel, normalement, devrait permettre de noter qu'elle en aura 26 dans moins d'un mois.
Avant son départ pour San Francisco, elle se fait en effet couper les cheveux et revêt des habits masculins, mais on n'en connaît pas les raisons. Commencée le 22 juin 1850, la traversée n'a qu'une seule escale à Madère le 5 juillet 1850, suivie du passage à « contresens » du cap Horn et, cinq mois plus tard, le 25 novembre 1850, le Ferrière atteint le port de San Francisco.
Durant tout ce temps, dans la promiscuité que l'on imagine, Marie a dû dissimuler sa féminité.

### Années suivantes en Californie
Rendue à San Francisco, Marie Suize ne s'attarde guère dans cette ville aux rues boueuses et grouillantes d'une foule bigarrée de pionniers, commerçants et aventuriers. Elle part vers la région de la Jackson Creek (en), 37 miles au sud de l'endroit où James W. Marshall, l'ouvrier de Johann Sutter, a découvert le 22 janvier 1848 la première pépite dans l'American River, à Sutter's Mill.
Pour se rendre dans cette vallée, il lui faut remonter en bateau à vapeur le fleuve Sacramento, jusqu'à la ville de même nom, fondée en décembre 1848 par Johann Sutter et située dans le comté éponyme et de là, poursuivre ensuite en diligence ou à dos de mule pour parvenir à Jackson, née en 1848 de la ruée vers l'or. Chef-lieu du comté d'Amador, cette cité ressemble à toutes les villes de l'Ouest américain, celles des westerns : les maisons de bois sont alignées de chaque côté de la rue principale et sur la place centrale se dresse un arbre qui sert surtout aux pendaisons.

#### Marie Pantalon
L'or, c'est ce qui l'intéresse. Elle s'allie avec André Douet, un Charentais, dans une de ces sociétés de mineurs fondée en deux poignées de main, peut-être un acte vaguement notarié, pas vraiment enregistré mais qui vaut son pesant d'or. Si à la fin de l'engagement le commanditaire n'est pas remboursé, l'engagement se poursuit jusqu'au décès du débiteur dont tous les biens deviennent alors la propriété du bailleur de fonds.
Marie Suize acquiert ainsi une concession et ne passe pas inaperçue ; les rares femmes que l'on rencontre sur les lieux d'extraction se cantonnent habituellement à des rôles de bonne à tout faire, de blanchisseuse ou de cuisinière. Marie dérange : une femme à la tête d'une concession est déjà un fait exceptionnel, mais un jour elle se montre en pantalon, un solide pantalon de mineur, car elle en a assez de piocher la terre en jupons au milieu des graviers humides. On ajoute même que mieux qu'un homme, elle manie la pelle et la pioche et n'hésite pas à sortir le revolver en cas de nécessité.
Qu'une femme se comporte en homme, boive, fume, crache et jure, pareil comportement ne peut qu'attirer les foudres d'une société où prospèrent le puritanisme et le machisme, tous les ingrédients pour incommoder les hommes de l'époque enclins à voir le sexe faible devant les fourneaux, accessoirement au saloon pour les loisirs du samedi soir. Qui plus est, elle est célibataire et doit se confronter aux autres chercheurs d'or. Marie n'a pas froid aux yeux et ceux qui vont s'y risquer apprennent à leurs dépens qu'elle est prête à défendre sa personne et ses biens.

Chercheur d'or chanceux, Marie exploite des filons fructueux avec ses équipes. C'est elle qui signe les accords, mène ses troupes et sait défendre ses tunnels les armes à la mains. D'autres prospecteurs et le « Kennedy gang (en) » sauront bientôt combien il en coûte de s'attaquer à « Jeanne d'Arc », son premier surnom,. Dans la plus pure tradition des meilleurs westerns, elle le prouve quand en 1860 des Canadiens veulent prospecter son propre placer limitrophe du leur. L'épisode a été ainsi rapporté par Le Petit Californien : 

« C'était en 1860, Marie Pantalon exploitait alors à Humbug Hill, près de Jackson, plusieurs claims ; l'un d'entre eux touchait à un terrain appartenant à une compagnie de Canadiens. Ceux-ci ayant travaillé jusqu'à leur limite, trouvèrent tout simple d'attaquer le terrain de leur voisine, sans tenir compte de ses représentations. Il y avait sur le placer beaucoup de Français qui, naturellement, prirent le parti de leur compatriote. Les têtes étaient montées ; on était prêt à en venir aux mains. Le sang-froid de Marie Pantalon sauva la situation.
Les Canadiens s'étaient emparés du tunnel où travaillaient ses ouvriers, en leur absence, bien entendu, et ceux-ci se disposaient à les en expulser de vive force (on ne plaidait guère alors). Marie s'y opposa: « Laissez-moi faire, dit-elle, je m'en charge. » Un soupirail donnait de l'air au tunnel ; elle le fit boucher. Les Canadiens, en danger d'être asphyxiés, sortirent d'eux-mêmes. Alors, elle fit rouvrir le soupirail et, armée de deux revolvers et d'une soupière pleine de poivre, s'installa à l'entrée du tunnel où elle avait fait porter son lit. Elle avait loyalement prévenu l'ennemi : le poivre d'abord, en pleine figure puis, à toute extrémité, les revolvers.
Huit jours et huit nuits, elle demeura bloquée par une compagnie de quatorze hommes qui, cependant, n'osèrent pas s'avancer assez près pour l'obliger à faire usage de ses armes. Pendant ce temps, ses ouvriers à elle exploitaient rapidement la langue de terre en litige, sans que les Canadiens pussent s'y opposer. La besogne terminée, ils s'avouèrent battus et la paix fut conclue. »

C'est ainsi qu'elle devient rapidement une célébrité locale et le pantalon y est sûrement pour quelque chose puisque dès ce moment-là, on la surnomme « Marie Pantalon »,. Il n'est pas impossible même que Marie soit la première Savoyarde à avoir porté le jean.
Sans doute ne sait-elle pas qu'elle a changé de nationalité à la même époque et qu'elle est devenue française en vertu des dispositions du traité de Turin (1860) qui officialise l'acte par lequel le duché de Savoie et le comté de Nice sont réunis ou annexés à la France.

#### Procès
Le pantalon lui va mieux que tout autre vêtement, aux dires de ses concitoyens. Car elle n'a rien d'une beauté grecque, ni de la douceur des traits que l'on prête aux femmes ; elle est sailor built (« bâtie comme un marin »), autrement dit elle a des traits masculins. Nul document ne laisse supposer qu'elle eut des hommes dans sa vie, hormis des associés. Sur les actes notariés à son nom figure également celui de son commanditaire André Douet, mais leurs liens se seraient limités aux seules relations d'affaires...
Sa tenue vestimentaire, digne d'un « sans-culotte », n'est pas sans lui poser problème. La loi californienne interdit à l'époque le travestissement, à la différence de la France qui autorise les femmes « à s'habiller en homme » depuis l’ordonnance du 16 brumaire an IX (7 novembre 1800). Marie Suize est femme et porte le pantalon : elle est par conséquent travestie, donc en infraction avec la loi ! S'ensuivent une série de procès.
Le premier procès se déroule à Virginia City (Nevada) où elle souhaite ouvrir un commerce. Le tribunal la condamne à reprendre la robe et à quitter la ville. Plus tard en 1871, à San Francisco, lors d'une halte dans un café, elle est arrêtée et envoyée devant le tribunal. Le juge Sawyer lui inflige une amende de cinq dollars. À Jackson, le troisième et dernier procès prend une tournure différente. La gent féminine se sent concernée. Si la majorité des femmes désapprouvent son comportement, il semblerait qu'une association de suffragettes se soit intéressée à sa cause.
Les militantes féministes descendent dans la rue pour la soutenir. Un jury est spécialement constitué pour régler son cas. Elle clame qu'elle portait le pantalon quand elle débarqua sur le sol américain. L'affaire tourne à son avantage. Les jurés finissent par considérer que son cas n'a rien de répréhensible, que c'est perdre son temps en trop de parlottes et qu'il est préférable d'aller à la chasse. Elle est relaxée. Pour en finir une bonne fois, elle adresse une demande officielle aux autorités de Virginia City afin d'obtenir le droit de porter le pantalon. Elle aura gain de cause et l'habit qui lui vaut maints ennuis contribue par la même occasion à augmenter sa renommée.
Quand une centaine de mineurs lancent une pétition pour que soient entrepris des travaux d'adduction d'eau destinés à faciliter leur labeur, elle sera la seule femme à apporter sa signature sur le papier. Non seulement en appliquant son nom en toutes lettres, preuve qu'elle sait écrire, mais en le complétant par la formule qui importune, en signant « Marie Suize Pantalon ». Il en sera ainsi pour tous les actes qu'elle rédigera par la suite. Elle revendique son surnom. Elle s'en enorgueillit. Les journalistes s'intéressent à son cas. Les gazettes parlent d'elle.

#### Femme d'affaires avisée

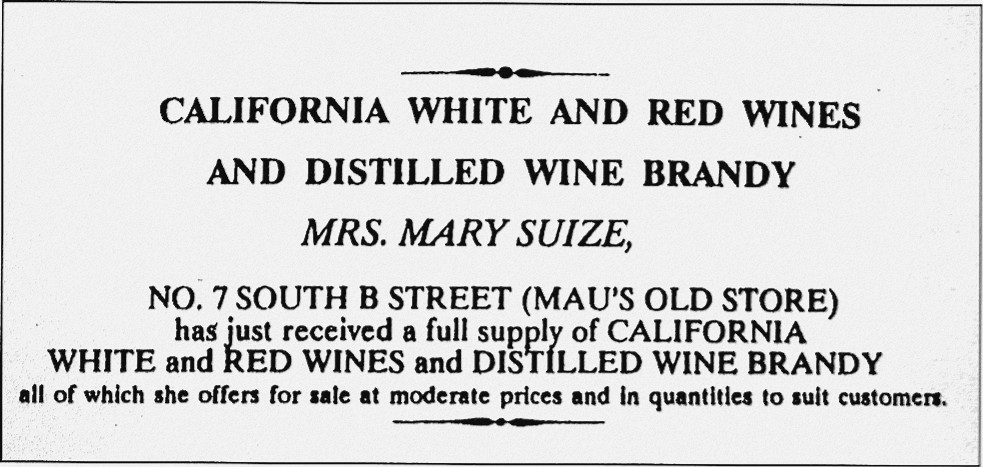
Publicité Marie Suize
(boutique de Virginia City)

En 1854, parce qu'ils ne roulent pas sur l'or, plusieurs habitants du Val de Thônes décident de faire le voyage à leur tour. Eux aussi ont émigré dans une première étape à Paris. Eux aussi aspirent à la terre promise. Ils choisissent la région de Jackson Creek. Ils ont appris que Marie y rencontre le succès. Deux de ses frères, Albert et Joseph, le petit dernier, font partie du groupe. Joseph est serrurier. En 1885, il habite San Francisco. Puis sa trace s'égare. Il est peut-être resté à San Francisco où le travail est florissant dans les métiers du bâtiment.
Albert a rejoint sa sœur. Jusqu'en 1862, il partage les mêmes activités. Puis il quitte la Californie, après un procès dont Marie payera les amendes. Il rentre à Thônes avec suffisamment d'argent pour couler une fin de vie tranquille. On l'invite aux veillées pour l'entendre évoquer ses tribulations dans un pays inquiétant où l'on pend les condamnés sur l'arbre de la grand-place.
En femme d'affaires avisée, toujours en association avec André Douet, Marie va multiplier ses activités. Elle achète des terres non seulement pour exploiter le sous-sol, mais aussi pour mettre en valeur la riche terre en surface. Elle achète un ranch dans la région de Jackson, à Secreta Gulch près de Slabtown, qu'elle baptise French Garden,,. Elle plante des arbres fruitiers et des mûriers, son projet est de se lancer dans l'élevage des vers à soie.
Mais c'est vers la vigne qu'elle s'oriente. Elle plante un cépage d'origine hongroise, le zinfandel, venant probablement de l'est des États-Unis, toujours cultivé de nos jours et devenu traditionnel en Californie. Elle emploie cinq personnes et sa production s'élève à cinquante mille litres de vin par an. Afin de la commercialiser, elle ouvre deux magasins, l'un à Virginia City (Nevada) et l'autre à San Francisco.
Elle vante son vin et son brandy par le biais de la publicité dans les journaux. Ses annonces parlent tantôt de Madame Marie Suize Pantalon, tantôt de Mrs Pants, selon la respectabilité qu'elle veut se donner. Elle ira même jusqu'à se vieillir à Virginia City, une ville de perdition à cette époque-là,.

#### Spéculatrice moins avisée
On peut affirmer que Marie a pleinement réussi. Mais elle aime jouer en bourse, pouvant aller jusqu'à perdre 150 000 dollars en une seule séance. Finalement, elle se laisse entraîner dans l'aventure du Comstock Lode, ce filon d'or et d'argent qui promet monts et merveilles mais qui la ruine. Elle avouera à un journaliste avoir amassé de son vivant un mètre cube d'or. Mais elle perdra sa fortune en spéculant, en achetant et revendant.
Le 8 janvier 1892, elle meurt d'une pneumonie dans sa propriété de Secreta Gulch, près de Jackson dans le comté d'Amador. La Patrie, journal de Montréal (Québec), relate la fin de sa vie : « Le corps usé par le travail, l'esprit fatigué par le souci des affaires, elle sentit peu à peu ses forces décliner et, il y a un an, elle prit le parti de se retirer dans son ranch, dans l'espoir d'y rétablir sa santé. Il semblait qu'elle fût tout à fait remise quand, à la suite d'une rechute, elle s'est éteinte, pour ainsi dire, en moins d'une semaine. ».
Son ranch devient immédiatement le ranch Douet, mais il faut dix ans à André Douet avant de pouvoir le revendre en 1902 à d'autres Français, les Lintillac ; il meurt subitement en 1904 près de Clinton.

### Sépulture anonyme
Morte pauvre, le 8 janvier 1892, Marie Suize n'a pas eu droit à une stèle dans le cimetière Saint Patrick de Jackson où elle repose dans une tombe anonyme. Ainsi, celle qui, selon Maurice Lacombe, « nous dit souvent à moi et à Tardy qu'elle a rempli une caisse d'un mètre cube d'or. Mais où est ce temps ; il y en a encore mais plus rare », est morte sans un sou, enterrée dans une tombe inconnue. Celle qui, en 1870 déjà, est présentée comme la championne de la revendication pour les droits de la femme en Californie, n'a pas droit à la moindre pierre tombale.
Le temps a passé, plus d'un siècle s'est écoulé. Aujourd'hui le ranch de Secreta Gulch est toujours en activité et l'on commercialise toujours un vin dont l'étiquette porte son nom. La maison édifiée par Marie est la seule bâtisse de l'époque encore debout, pour la raison simple qu'elle fut conçue à l'image des chalets du Val de Thônes. Constituée de bois, elle est posée sur un soubassement de pierres, alors que les autres bâtisses étaient faites de planches jusqu'au sol.
Dans le cimetière de Jackson, on ne trouve pas trace de la tombe de Marie Suize. Mais la Savoyarde n'a pas été oubliée : le 14 juillet 2004, à l'occasion du 150e anniversaire de la création du comté d'Amador, une pierre tombale est posée cent douze ans après sa mort à la mémoire de la femme au pantalon, militante active de la revendication et de la lutte pour les droits de la femme en Californie, dans un État où le droit de vote pour les femmes fut reconnu dès 1911.

## Hommages
Susan G. Butruille a tiré de son ouvrage Women's voices from the Mother Lode un spectacle sur Marie Pantalon qu'elle a présenté à Thônes en 1999 puis donné ensuite dans plusieurs lieux de Californie, Oregon, etc. De son côté, pour différentes associations, Monique Fillion, présidente d'honneur des Amis du Val de Thônes, a présenté maintes fois une conférence avec projection sur l'héroïne de la ruée vers l'or en Californie.
En 2004, pour le 150e anniversaire de la création du comté d'Amador, un insolite Bastille Day franco-américain se déroule le 14 juillet à Jackson, chef-lieu du comté, en plein cœur du pays des chercheurs d'or, dans le cimetière catholique de cette petite ville où Marie Suize a vécu. Ce jour-là, le Sesquicentennial Committee, le comité d'organisation des festivités, et la société d'Histoire The Questers ont décidé d'honorer les pionniers de la création du comté et parmi ceux-ci une célébrité de la ville, au temps de la ruée vers l'or : Madame Pantaloon, comme la désignent les Américains, Marie Pantalon telle qu'elle demeure dans la mémoire des Thônains. Marie Suize Pantalon est déclarée femme de l'année 2004 du comté d'Amador.
En ce jour du 180e anniversaire de la naissance à Thônes de Marie Suize est dévoilée une stèle funéraire entièrement financée par les Américains, non loin de celle de Jean Allard, originaire de Saint-Jean-de-Sixt, un de ses compagnons de travail dès 1854. Les amis du Val de Thônes ont fait réaliser la plaque posée sur le monument sur laquelle est gravée l'unique « portrait » que l'on a d'elle : sa signature, cas unique parmi des centaines de tracés plus ou moins malhabiles des autres chercheurs d'or, au bas d'une pétition pour l'amélioration de l'adduction d'eau sur les exploitations. À l'époque les femmes n'étaient pas autorisées à signer un tel document,.
| Porche d'entrée du cimetière |
| Porche d'entrée du cimetière |

| Cénotaphe de Marie Suize Pantalon |
| Cénotaphe de Marie Suize Pantalon |

| Épitaphe de la tombe de Marie Suize |
| Épitaphe de Marie Suize.            |

| Plaque des Amis du Val de Thônes  |
| Plaque des Amis du Val de Thônes. |

#### Sites Internet
- (en) Jeanne Marie Suize sur findagrave.com

#### Presse
- (en) Notes of Travel in Amador CountyArticle daté du 8 avril 1871 du Pacific Rural Press, journal de San Francisco (Californie).
- (en) Marie Suize arrestedArticle daté du 20 avril 1871 du Gold Hill Daily News, journal de Gold Hill (Nevada) (en)
- (en) Marie Suize arrestedArticle daté du 22 avril 1871 du Daily Alta California, journal de San Francisco (Californie).
- (en) Marie Susie in Virginia CityArticle daté du 25 avril 1871 du Daily Alta California, journal de San Francisco (Californie).
- Marie PantalonArticle nécrologique daté du 23 février 1892 de La Patrie, journal de Montréal (Québec).

#### Audio
Série de cinq émissions de Christine Martinez, diffusées sur France Bleu Pays de Savoie du 27 au 31 mars 2017
- Marie Suize quitte Thônes pour Paris (épisode 1)
- Marie Suize débarque à San Francisco (épisode 2)
- Marie Suize s’impose dans la région de Jackson Creek (épisode 3)
- Marie Suize devient Marie Pantalon (épisode 4)
- Marie Suize, une femme d’affaires du Nouveau Monde (épisode 5)

Série « On l’appelait Marie Pantalon », Une histoire particulière, radio France-culture, émissions des 26 et 27 novembre 2022 :
- Épisode 1/2 : Une Savoyarde dans la ruée vers l’or (écouter en ligne)
- Épisode 2/2 : Jamais sans mon pantalon (écouter en ligne)

« L’incroyable histoire de Marie Pantalon, chercheuse d’or », Franck Ferrand raconte, Radio Classique, 3 juillet 2024.